# Mū Kanazaki
Mū Kanazaki (金崎 夢生 Kanazaki Mū?,  Tsu, Mie, 16 de febrero de 1989) es un futbolista japonés. Juega de delantero y su equipo es el Verspah Oita de la Japan Football League.

## Carrera

### Comienzos
Mū Kanazaki nació el 16 de febrero de 1989 en la ciudad de Tsu, Mie. Su madre era amante de Musume, una historia basada en el continente de Mu. Comenzó a jugar futsal desde segundo grado de la escuela primaria y obtuvo el tercer lugar del Torneo de Futsal Juvenil de Japón cuando cursaba quinto grado. Así, se hizo conocido nacionalmente.
Una vez que ingresó a la escuela secundaria comenzó a jugar fútbol. En tercer año obtuvo el tercer lugar en la convención prefectural. Después de graduarse, asistió a la Escuela Secundaria Takigawa Second. En el Campeonato de Fútbol Juvenil de Japón fue tercero cuando estaba en segundo año, mientras que logró la victoria en tercer año. En 2007, se unió a Oita Trinita.

### Oita Trinita
A pesar de que se esperaba que fuera un centrocampista versátil que pudiera ocupar cualquier posición del mediocampo, no fue capaz de entrar en el circuito de juego y no obtuvo el puesto. Sin embargo, fue ampliamente usado como “super sub” y apareció en 18 partidos mientras era un novato. En noviembre, fue seleccionado como suplente de Shinji Kagawa en calidad de refuerzo sub-18 y lideró el ataque del equipo.
En 2008 Tsukasa Umesaki fue transferido, pero Akihiro Ienaga se incorporó producto de esa venta, por lo que la adquisición del puesto parecía ser difícil. No obstante, durante una práctica, el capitán se lesionó seriamente, de forma tal que le demandó seis meses la recuperación. Esto aseguró la obtención de la posición por parte de Kanazaki como suplente, quien participó en todos los partidos de la liga. También se planteó su convocatoria al Campeonato sub-19 de la AFC en noviembre, pero no se llevó a cabo porque se dio prioridad a la situación del equipo, que iba a disputar la final de la Copa J. League. En esta copa, Mū llevó al Trinita a obtener la victoria, mientras que él consiguió el Premio Nuevo Héroe. En la J1 League terminó en cuarto lugar y recibió varias ofertas para ser transferido, pero decidió quedarse en Oita Trinita.
En 2009, el equipo tuvo una caída importante en su rendimiento, ya que perdió 14 partidos consecutivos y terminó descendiendo a la J2 League. Kanazaki jugó 30 partidos en la liga, pero marcó un solo gol. Además de la pérdida de la categoría, el club se encontraba en serios problemas económicos, por lo que decidió desprenderse de sus principales figuras para mejorar la gestión, y Kanazaki figuraba entre una de ellas. Por él, la dirigencia del Oita Trinita recibió ofertas de cinco clubes japoneses, de los que aceptaron la de Nagoya Grampus, que también había hecho una propuesta el año anterior. Finalmente, el 16 de diciembre, la transferencia fue anunciada por ambos clubes.

### Nagoya Grampus
En 2010, el número de la camiseta que le otorgaron a Kanazaki fue el 25, el mismo que tenía en Oita cuando se incorporó en su etapa de novato. Fue utilizado como wing derecho en un sistema 4-3-3 y mostró ser muy activo para marcar goles. En este club logró ganar la Copa del Emperador en 2010 y la Supercopa de Japón en 2011. Se fue de Nagoya en 2012 debido a la caducidad de su contrato.

### Núremberg
El 30 de enero de 2013 Kanazaki firmó un contrato de un año y medio con el Núremberg de la Bundesliga alemana, en donde jugaba por ese entonces Hiroshi Kiyotake, quien había sido compañero suyo en Oita Trinita. El nombre que le asignó Núremberg en su camiseta fue Mu. Sin embargo, al primer año de la transferencia, no se le dio la oportunidad de seguir formando parte del plantel. El 16 de junio de 2013 participó del partido especial de la J. League 2013 para ayudar en la reconstrucción de los desastres causados por el Gran Terremoto de Japón Oriental. Este encuentro fue celebrado en el Estadio Nacional, y convirtió el gol de la victoria del equipo J. League Team As One.

### Portimonense
El 2 de septiembre de 2013 Kanazaki rescindió su contrato con Núremberg y se fue al Portimonense de la Segunda Liga de Portugal. En total marcó 7 goles en la Segunda Liga 2013-14.

### Kashima Antlers
El 9 de febrero de 2015 fue transferido a préstamo al Kashima Antlers. El 14 de marzo, por primera vez en tres años, volvió a marcar un gol por la J1 League, en la 2.ª fecha ante Shonan Bellmare. En el encuentro del 3 de abril ante Sagan Tosu, el defensor rival Kim Min-Hyeok lo pisoteó en la cara violentamente, sin importarle las consecuencias sobre Kanazaki. El 9 de abril, Mū aceptó las disculpas de parte del futbolista surcoreano, con la presencia de Toninho Cerezo, entrenador de Kashima. Después de que Masatada Ishii se hiciera cargo del equipo, hubo muchos partidos en los cuales jugó como único delantero o acompañado de otro atacante. El 31 de octubre, en la final de la Copa J. League ante Gamba Osaka, contribuyó a la victoria al marcar el segundo gol de la victoria 3-0. El 21 de diciembre fue elegido parte del J. League Best XI por primera vez en su carrera.
El 14 de enero de 2016 se decidió su retorno al Portimonense para finalizar el contrato y con la camiseta 96 asignada. Una vez que Kanazaki se trasladó al club europeo, la dirigencia portuguesa escuchó propuestas de otros equipos europeos, pero como no encontró respuesta satisfactoria, contestó a la oferta de Kashima Antlers para su vuelta y anunció que habría un acuerdo básico para la transferencia completa al conjunto japonés el 12 de febrero; así, Mū retornaría a la J1 League en sólo un mes. Una vez en Antlers se volvió la principal figura del equipo, a tal punto que el 14 de junio fue premiado como MVP de Mayo. En el partido del 20 de agosto ante Shonan Bellmare, Masatada Ishii lo reemplazó por Fabrício, pero al llegar al lado del entrenador, protestó airadamente con las manos, pues no quería salir del campo de juego. Al día siguiente, fue llamado del club y recibió un apercibimiento; tras esto, se disculpó con el director técnico y sus compañeros. A pesar de que no pudo meter goles en el partido posterior al incidente, alcanzó los dos dígitos el 25 de septiembre ante Albirex Niigata, en un partido válido por la 13ª fecha de la segunda etapa de la J1 League. El 23 de noviembre, en la semifinal de la etapa de campeonato, convirtió el gol de la victoria que llevó a Kashima Antlers a disputar la instancia decisiva. En la final de vuelta, el 3 de diciembre, hizo los dos tantos que sirvieron para ganar la J1 League tras siete años; por esto, fue distinguido como el MVP del Campeonato. En la Copa Mundial de Clubes de la FIFA entró desde el banco de suplentes en los tres primeros partidos: ante Auckland City convirtió el gol de la victoria en la eliminación preliminar; en cuartos de final contra Mamelodi Sundowns hizo el segundo tanto del triunfo 2-0 y fue premiado como Jugador Alibaba YunOS Auto del Partido; en semifinales asistió a Yūma Suzuki para que éste anotara el tercer gol de la histórica goleada 3-0 a Atlético Nacional. Finalmente el Kashima Antlers culminaría este torneo como subcampeón tras caer 4-2 en el último partido ante Real Madrid.

### Selección nacional
Ha sido internacional con la selección de fútbol de Japón en 11 oportunidades. El 20 de enero de 2009, en un partido de clasificación para la Copa Asiática 2011 ante Yemen, jugó por primera vez cuando ingresó a los 42 minutos del segundo tiempo por Shinji Kagawa.
El 5 de noviembre de 2015 fue convocado por primera vez en cinco años. Jugó como centrodelantero ante Singapur en la segunda fase de clasificación de AFC para la Copa Mundial de Fútbol de 2018 y convirtió su primer gol para los Samuráis Azules.
El 24 de marzo de 2016, en un partido ante Afganistán convirtió el último gol de la victoria 5-0. Sin embargo el 25 de agosto, al momento de dar la lista de convocados para la clasificación para la Copa Asiática 2019 y la selección de los jugadores ante Tailandia, la acción tomada en el juego del 20 de agosto mencionado anteriormente fue criticada por el entrenador Vahid Halilhodžić, quien afirmó que “su actitud fue inaceptable” y lo apartó de la delegación japonesa.

## Trayectoria

### Clubes
| Club                       | País     | Año       |
| -------------------------- | -------- | --------- |
| Oita Trinita               | Japón    | 2007-2009 |
| Nagoya Grampus             | Japón    | 2010-2012 |
| F. C. Núremberg            | Alemania | 2013      |
| Portimonense S. C.         | Portugal | 2013-2016 |
| Kashima Antlers (préstamo) | Japón    | 2015      |
| Kashima Antlers            | Japón    | 2016-2018 |
| Sagan Tosu                 | Japón    | 2018-2020 |
| Nagoya Grampus (préstamo)  | Japón    | 2020      |
| Nagoya Grampus             | Japón    | 2021-2022 |
| Oita Trinita               | Japón    | 2022      |
| F. C. Ryukyu               | Japón    | 2023      |
| Verspah Oita               | Japón    | 2024-     |

### Selección nacional
| Club     | País  | Año       |
| -------- | ----- | --------- |
| Absoluta | Japón | 2009-2017 |

## Estadísticas

### Clubes
- Actualizado hasta el 13 de diciembre de 2016.

| Club | Div.          | Temporada     | Liga  | Liga  | Liga   | Copas nacionales(1) | Copas nacionales(1) | Copas nacionales(1) | Copas internacionales(2) | Copas internacionales(2) | Copas internacionales(2) | Total | Total | Total  | Media goleadora(3) |
| Club | Div.          | Temporada     | Part. | Goles | Asist. | Part.               | Goles               | Asist.              | Part.                    | Goles                    | Asist.                   | Part. | Goles | Asist. | Media goleadora(3) |
| --- | ------------- | ------------- | ----- | ----- | ------ | ------------------- | ------------------- | ------------------- | ------------------------ | ------------------------ | ------------------------ | ----- | ----- | ------ | ------------------ |
| Oita Trinita Japón | 1.ª           | 2007          | 18    | 2     | 0      | 5                   | 1                   | 0                   | —                        | —                        | —                        | 23    | 3     | 0      | 0,13               |
| Oita Trinita Japón | 1.ª           | 2008          | 34    | 4     | 0      | 9                   | 0                   | 0                   | —                        | —                        | —                        | 43    | 4     | 0      | 0,09               |
| Oita Trinita Japón | 1.ª           | 2009          | 30    | 1     | 5      | 5                   | 4                   | 0                   | 1                        | 0                        | 0                        | 36    | 5     | 5      | 0,14               |
| Oita Trinita Japón | Total club    | Total club    | 82    | 7     | 5      | 19                  | 5                   | 0                   | 1                        | 0                        | 0                        | 102   | 12    | 5      | 0,12               |
| Nagoya Grampus Japón | 1.ª           | 2010          | 25    | 4     | 6      | 5                   | 0                   | 0                   | —                        | —                        | —                        | 30    | 4     | 6      | 0,13               |
| Nagoya Grampus Japón | 1.ª           | 2011          | 12    | 0     | 3      | 7                   | 1                   | 0                   | 4                        | 3                        | 0                        | 23    | 4     | 3      | 0,17               |
| Nagoya Grampus Japón | 1.ª           | 2012          | 32    | 5     | 5      | 5                   | 1                   | 0                   | 7                        | 1                        | 1                        | 44    | 7     | 6      | 0,16               |
| Nagoya Grampus Japón | Total club    | Total club    | 69    | 9     | 14     | 17                  | 2                   | 0                   | 11                       | 4                        | 1                        | 97    | 15    | 15     | 0,15               |
| F. C. Núremberg · Alemania | 1.ª           | 2012-13       | 4     | 0     | 0      | 0                   | 0                   | 0                   | —                        | —                        | —                        | 4     | 0     | 0      | 0,00               |
| F. C. Núremberg · Alemania | Total club    | Total club    | 4     | 0     | 0      | 0                   | 0                   | 0                   | 0                        | 0                        | 0                        | 4     | 0     | 0      | 0,00               |
| Portimonense S. C. Portugal | 2.ª           | 2013-14       | 30    | 7     | 0      | 2                   | 0                   | 0                   | —                        | —                        | —                        | 32    | 7     | 0      | 0,22               |
| Portimonense S. C. Portugal | 2.ª           | 2014-15       | 17    | 9     | 0      | 3                   | 1                   | 0                   | —                        | —                        | —                        | 20    | 10    | 0      | 0,50               |
| Portimonense S. C. Portugal | 2.ª           | 2015-16       | 2     | 0     | 1      | 2                   | 0                   | 0                   | —                        | —                        | —                        | 4     | 0     | 1      | 0,00               |
| Portimonense S. C. Portugal | Total club    | Total club    | 49    | 16    | 1      | 7                   | 1                   | 0                   | 0                        | 0                        | 0                        | 56    | 17    | 1      | 0,30               |
| Kashima Antlers Japón | 1.ª           | 2015          | 27    | 9     | 3      | 5                   | 5                   | 0                   | 4                        | 1                        | 0                        | 36    | 15    | 3      | 0,42               |
| Kashima Antlers Japón | 1.ª           | 2016          | 33    | 13    | 8      | 2                   | 0                   | 0                   | 3                        | 2                        | 0                        | 38    | 15    | 8      | 0,39               |
| Kashima Antlers Japón | Total club    | Total club    | 60    | 22    | 11     | 7                   | 5                   | 0                   | 7                        | 3                        | 0                        | 74    | 30    | 11     | 0,41               |
| Total carrera | Total carrera | Total carrera | 264   | 54    | 31     | 50                  | 13                  | 0                   | 19                       | 7                        | 1                        | 333   | 74    | 32     | 0,22               |
| (1) Incluye datos de Copa del Emperador, Copa J. League, Supercopa de Japón, Taça de Portugal, Taça da Liga y Copa de Alemania. (2) Incluye datos de Liga de Campeones de la AFC, Copa Suruga Bank y Copa Mundial de Clubes de la FIFA. (3) No incluye goles en partidos amistosos. |               |               |       |       |        |                     |                     |                     |                          |                          |                          |       |       |        |                    |

### Selección nacional de Japón

#### Participaciones en fases finales
| Competición                                       | Categoría       | Sede    | Resultado   | Partidos | Goles |
| ------------------------------------------------- | --------------- | ------- | ----------- | -------- | ----- |
| Eliminatoria al Campeonato Juvenil de la AFC 2008 | Sub-20          | Bangkok | Clasificado | 4        | 0     |
| Clasificación para la Copa Asiática 2011          | Selección mayor | Saná    | Clasificado | 2        | 0     |
| Total                                             |                 |         |             | 6        | 0     |

### Resumen estadístico
|                       | Partidos | Goles | Promedio |
| --------------------- | -------- | ----- | -------- |
| Liga                  | 264      | 54    | 0,20     |
| Copas nacionales      | 50       | 13    | 0,26     |
| Copas internacionales | 19       | 7     | 0,37     |
| Selección de Japón    | 10       | 2     | 0,20     |
| Total                 | 343      | 76    | 0,22     |

## Palmarés

### Títulos nacionales
| Título             | Club            | País  | Año  |
| ------------------ | --------------- | ----- | ---- |
| Copa J. League     | Oita Trinita    | Japón | 2008 |
| J1 League          | Nagoya Grampus  | Japón | 2010 |
| Supercopa de Japón | Nagoya Grampus  | Japón | 2011 |
| Copa J. League     | Kashima Antlers | Japón | 2015 |
| J1 League          | Kashima Antlers | Japón | 2016 |
| Copa del Emperador | Kashima Antlers | Japón | 2016 |
| Supercopa de Japón | Kashima Antlers | Japón | 2017 |
| Copa J. League     | Nagoya Grampus  | Japón | 2021 |

### Distinciones individuales
| Distinción                              | Año  |
| --------------------------------------- | ---- |
| Premio Nuevo Héroe de la Copa J. League | 2008 |
| J. League Best XI                       | 2015 |
| MVP de Mayo de la J. League             | 2016 |
| MVP del Campeonato de la J. League      | 2016 |